# Рошія-де-Амарадія
Рошія-де-Амарадія (рум. Roșia de Amaradia) — село у повіті Горж в Румунії. Входить до складу комуни Рошія-де-Амарадія.
Село розташоване на відстані 196 км на захід від Бухареста, 38 км на схід від Тиргу-Жіу, 80 км на північ від Крайови.

## Населення
За даними перепису населення 2002 року у селі проживала 1491 особа, усі — румуни. Усі жителі села рідною мовою назвали румунську.